# Jaransk
Jaransk (rusky Яра́нск) je město v Kirovské oblasti v Ruské federaci. Při sčítání lidu v roce 2010 mělo přes sedmnáct tisíc obyvatel.

## Poloha
Jaransk leží na řece Jarani, pravém přítoku Pižmy v povodí Vjatky. Od Kirova, správního střediska oblasti, je vzdálen přibližně 250 kilometrů jihozápadně.

## Dějiny
Jaransk byl založen v roce 1584 jako ostroh na hranici osídlení Marijců. Městem je od roku 1780.